# Самсонов, Александр Валентинович
Алекса́ндр Валенти́нович Самсо́нов (21 декабря 1949, Киров — 19 марта 2009, там же) — российский художник, педагог.

## Биография
Александр Самсонов родился 21 декабря 1949 года в Кирове. Мать — врач-терапевт. Отец — учитель истории.
После окончания 8 классов средней школы в 1965 году поступил в Воронежское конно-спортивное училище, завершил обучение в 1968 году.
С 1968 по 1970 годы проходил срочную службу в рядах Советской армии в ракетных войсках. Сержант.
В 1977 году поступил в Кировское художественное училище (учился на одном курсе с Андреем Герасимовым). После 3 курса перевёлся в Ленинградское художественное училище им. В. А. Серова, в 1982 году получил диплом.
1982—1983 — учился на Высших художественные курсах Ленинградской Академии художеств им. И. Е. Репина.
1987—1989 — преподавал в Кировском художественном училище.
1990—1996 — жил и работал в Санкт-Петербурге.
В 1996 году окончательно переехал в Киров. Постоянной работы не имел, писал картины. Принял участие в нескольких выставках. В Союзе художников не состоял и персональной выставки ему не полагалось.
Сестра художника Ольга Самсонова вместе с режиссёром Алексеем Погребным сняла документальный фильм «Мой брат Саша» (2000).
Умер 19 марта 2009 года от острой сердечной недостаточности. Александр жил один в квартире дома на улице Московской. По словам свидетелей, соседка, заметив незапертую дверь, нашла его без дыхания…. Отпевание состоялось в храме Иоанна Предтечи, похоронен на Ново-Макарьевском кладбище рядом с могилой отца.
Картины Александра Валентиновича Самсонова находятся в частных коллекциях России, США, Англии, Германии, Японии.

## Семья
Две дочери от первой жены Галины, внук и внучка от дочери Натальи. Вторая жена Инесса (Санкт-Петербург). Третья — Людмила.

## Цитата
Мне единственное надо: чтоб мои картины радовали людей, делали их душу свободной. Если твоя живопись не нравится людям, займись чем-нибудь другим. Если это живопись, то хорошо. Но если это выжопись, то печально. Ведь для людей живём-то, а не под себя, не под жопу это делается!
— Александр Самсонов

## Память
- В 2009 году по инициативе друзей и знакомых художника в помещении Вятского социально-экономического института ("Частное образовательное учреждение высшего образования «Вятский социально-экономический институт») прошла первая персональная выставка Александра Самсонова, посвящённая его памяти.
- В 2011 году в Выставочном зале Вятского Художественного Музея им. В.М. и А.М.Васнецовых была открыта вторая персональная выставка  художника.
- В начале 2020 года в Выставочном зале Вятского Художественного Музея имени В. М. и А. М. Васнецовых была открыта выставка Александра Самсонова[6]. В экспозиции было представлено более 60 произведений, в том числе работы из частных собраний 15 коллекционеров.

## О творчестве Александра Самсонова
Его работ, многие из которых являются высоко чтимыми и даже хрестоматийными для тех, кто понимает,  по-прежнему нет в собрании Вятского художественного музея, но они есть в многочисленных частных коллекциях, а уж частные коллекционеры знают толк, во что вкладывать деньги… 

При очевидной цитатности некоторых самсоновских работ, они остаются неповторимо свежими и абсолютно своеобразными. Его язык предельно лаконичен. …Творя свой мир, художник нередко обращается к мифу и Священной истории. «Похищение Европы», «Орфей и Эвридика» переосмыслены и прочтены по-новому человеком современной цивилизации. Мифопоэтика Самсонова основана на чувственном созерцании универсального образа. Повышенная экспрессия достигается прежде всего цветом, линия словно включается в общую тональность полотен и следует главной теме…
— Елена Кириченко, кандидат искусствоведения